# HSG Union 92 Halle
Die HSG Union 92 Halle ist ein Handballverein aus Halle im Kreis Gütersloh. Die erste Frauenmannschaft spielte von 2010 bis 2016 in der 3. Liga. Der Verein ist nicht zu verwechseln mit dem SV Union Halle-Neustadt aus Halle (Saale).

## Geschichte
Die HSG Union wurde im Jahre 1992 durch den Zusammenschluss der Handballabteilungen der Vereine SC Halle (gegründet am 7. November 1919), TV Deutsche Eiche Künsebeck (gegründet 1920) und TSG Kölkebeck-Bokel (gegründet am 28. Oktober 1925 als TV Deutsche Eiche Kölkebeck, 1971 Fusion mit BSV Bokel) gegründet.

### Die Stammvereine
Sportlich waren die Handballer aus Künsebeck von Bedeutung. Die Männer wurden im Jahre 1932 westfälischer Vizemeister, nachdem sie das Endspiel gegen den VfL Hagen 1863 mit 6:7 verloren haben. Dennoch qualifizierten sich die Künsebecker für die Deutsche Meisterschaft der Deutschen Turnerschaft und scheiterten dort in der ersten Runde mit 6:10 am Turn-Club Limmer aus Hannover. 1933 gehörte die Mannschaft zu den Gründungsmitgliedern der seinerzeit erstklassigen Gauliga Westfalen. Am Ende der Saison 1933/34 mussten die Künsebecker nach einer 5:9-Niederlage gegen den Polizei SV Bielefeld absteigen. Im Jahre 1939 gelang der Wiederaufstieg in die Gauliga, die die Mannschaft 1942 wieder verlassen musste. Nach dem Zweiten Weltkrieg stiegen die Künsebecker im Jahre 1969 in die seinerzeit zweitklassige Oberliga Westfalen auf. Im Hallenhandball konnten die Künsebecker keine Erfolg erzielen, brachten aber mit Hartmut Kania einen späteren Nationalspieler hervor. Im Sommer 1988 übernahm der ehemalige ungarische Nationalspieler István Varga das Traineramt des damaligen Bezirksligisten.
Die Frauenmannschaft gehörte im Jahre 1978 zu den Gründungsmitgliedern der damals zweitklassigen Regionalliga West und nahmen in der Saison 1977/78 am DHB-Pokal teil. Dort unterlagen sie in der ersten Runde dem Bundesligisten OSC Berlin mit 12:17. Vier Jahre später stieg die Mannschaft aus der Regionalliga ab und schafften im Jahre 1987 den Wiederaufstieg. Gleich in der Aufstiegssaison 1987/88 wurden die Künsebeckerinnen Dritte. Die Handballabteilungen des SC Halle und der TSG Kölkebeck-Bokel konnten keine überregionalen Erfolge erzielen.

### Frauen

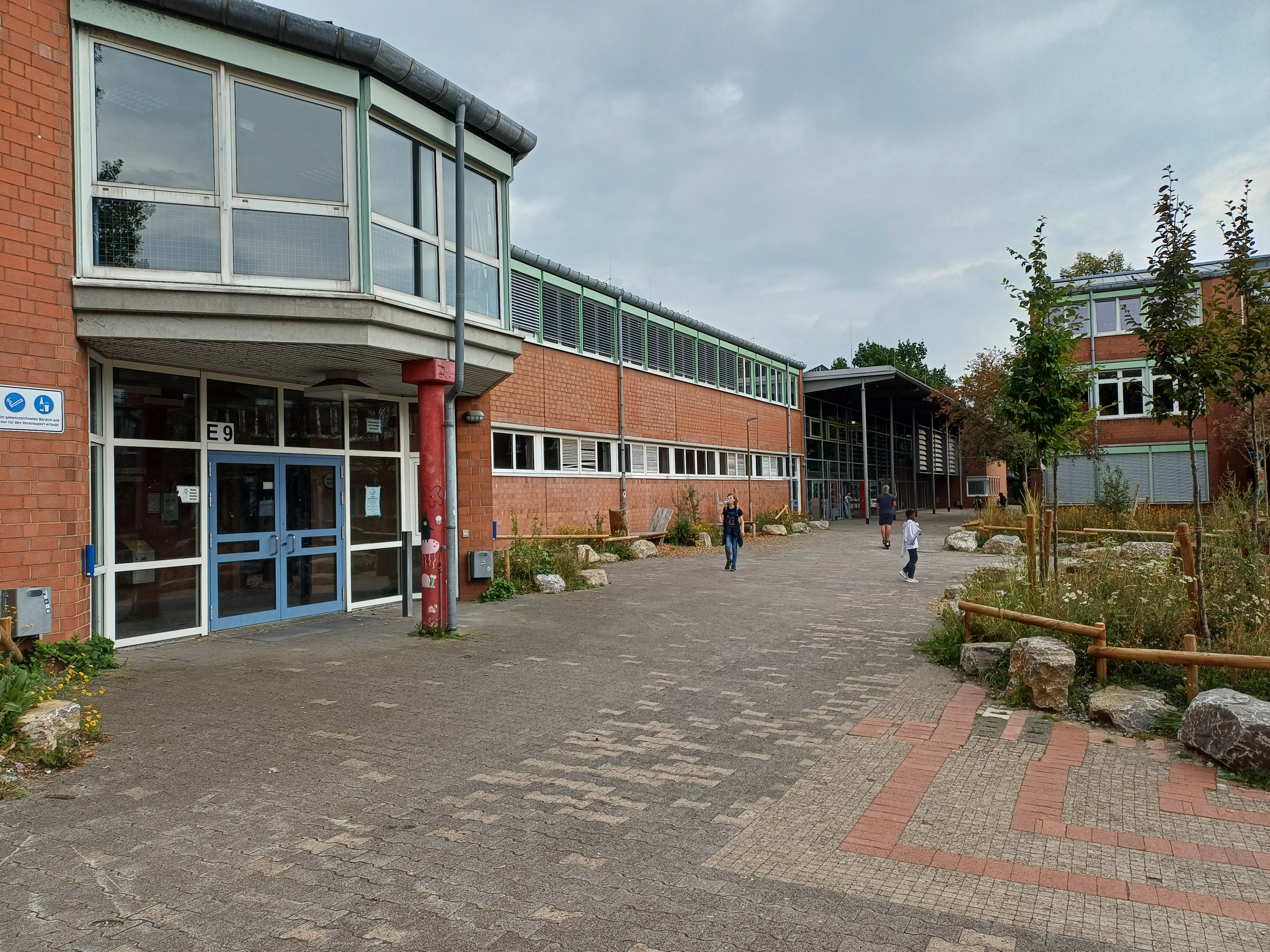
Die Masch-Sporthallen

Nach der Fusion übernahmen Unions Frauen den Platz von Künsebeck in der Regionalliga West und mussten 1995 in die Oberliga Westfalen absteigen. Der Wiederaufstieg gelang im Jahre 1997, jedoch mussten die Hallerinnen zwei Jahre später wieder in die Oberliga absteigen. Es dauerte bis 2007, ehe die HSG Union 92 den Wiederaufstieg in die Regionalliga West schaffte.  Dort wurden die Hallerinnen in der Saison 2008/09 Vizemeister hinter dem HFV Gräfrath aus Solingen. Ein Jahr später wurde die Mannschaft erneut Vizemeister, dieses Mal hinter dem TuS Lintfort. Gleichzeitig qualifizierte sich das Team für die neu geschaffene 3. Liga. Dort wurde Union zunächst der Gruppe Ost zugeteilt und erreichte in der Auftaktsaison 2010/11 den vierten Platz. Im Jahre 2012 erfolgte die Umgruppierung in die Nordstaffel. Dort stellte der Verein in der Saison 2012/13 mit Sina Speckmann die Torschützenkönigin der Liga.
Zur Saison 2014/15 wurden die Hallerinnen wieder in der Ostgruppe eingeteilt, aus der die Mannschaft zwei Jahre später absteigen musste. Da der Verein für die nächste Saison keine konkurrenzfähige Mannschaft stellen konnte Verzichtete die HSG Union 92 auf einen Platz in der Oberliga bzw. der Verbandsliga und plante in der Saison 2016/17 einen Neuanfang in der Landesliga, wo bislang die zweite Mannschaft spielte. Dieser misslang, da die Hallerinnen als Vorletzter in die Bezirksliga absteigen mussten. Deshalb wurde zur Saison 2017/18 mit Maik Hahn ein Trainer verpflichtet, der schon beim TuS Brockhagen erfolgreich einen Neuaufbau als Trainer umgesetzt hatte. Mit einer äußerst jungen Mannschaft als Basis gelang in dieser Saison mit dem Klassenerhalt. Im Jahre 2020 gelang der Aufstieg in die Landesliga.

### Männer
Die erste Männermannschaft der HSG Union 92 Halle schaffte im Jahre 2022 den Aufstieg in die Bezirksliga.

## Persönlichkeiten
- Maik Hahn, zuvor Zweitligaspieler bei der TSG Altenhagen-Heepen
- Jano (bürgerlich: Jeannette Loutfi), später als Sängerin aktiv
- Hartmut Kania, wurde dreifacher deutscher Nationalspieler
- Klaus Schibschid, zuvor mit den TuS Nettelstedt DHB-Pokalsieger und Europapokalsieger